# Rocket (Lokomotive)
The Rocket (englisch für Die Rakete) war eine frühe Dampflokomotive, die im Jahr 1829 von George und Robert Stephenson für das Rennen von Rainhill gebaut wurde, das zur Ermittlung einer geeigneten Lokomotive für die Liverpool and Manchester Railway ausgeschrieben wurde.

## Geschichte

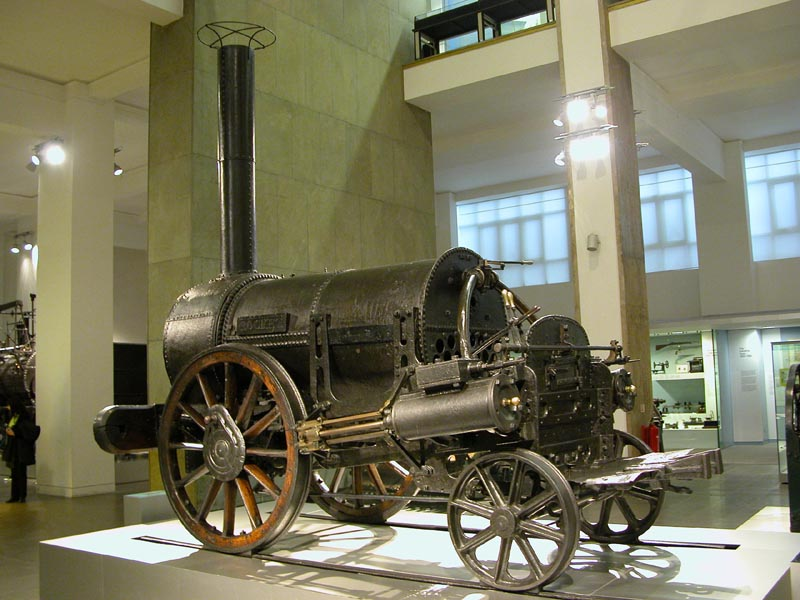
Original-Lokomotive Rocket im Science Museum, London

Der Betrieb der Liverpool and Manchester Railway war ursprünglich als Schienenseilbahn mit 21 ortsfesten Dampfmaschinen zum Antrieb der Drahtseile vorgesehen, weil man noch nicht glaubte, dass Steigungen mit Lokomotiven überwunden werden können. Auf Drängen von George Stephenson schrieb die Bahnverwaltung das Lokomotivrennen von Rainhill aus. Im Gegensatz zu früher gebauten Lokomotiven, welche für den Transport von Kohle und Eisen eingesetzt wurden, und somit bei kleinen Geschwindigkeiten hohe Zugkräfte abgeben mussten, verlangte die Wettbewerbsausschreibung eine zuverlässig arbeitende leichte schnelle Lokomotive, die auch für den Transport von Reisenden geeignet war.
Die Stephensons bauten die Rocket für die Teilnahme am Lokomotivrennen, das vom 6. Oktober 1829 bis am 14. Oktober 1829 durchgeführt wurde. Sie gewannen dieses auch, denn die Rocket war die einzige der fünf teilnehmenden Lokomotiven, die sowohl die geforderte Mindestgeschwindigkeit erreichte als auch während der ganzen Versuchszeit keinen technischen Defekt erlitt. Stephenson erhielt neben dem Preisgeld des Wettbewerbs auch den Auftrag zur Lieferung von vorerst vier nahezu baugleichen Lokomotiven: der Nr. 2 Arrow, Nr. 3 Wildfire (später umbenannt in Meteor), der Nr. 4 Dart und der Nr. 5 Comet. Weitere Lieferungen folgten, so dass die Liverpool and Manchester Railway bis 1834 von Stephenson 34 Lokomotiven erhalten hatte.
Nach Erzählungen soll Rocket ihren Namen als Antwort der Stephensons auf einen gehässigen Artikel in der von John Murray Verlag herausgegebenen Quarterly Review erhalten haben. Die politische Zeitschrift schrieb sinngemäß, dass sich „die Leute eher mit einer Rakete zum Mond schießen ließen“ würden, als sich ausgerechnet dieser verrückten Erfindung anvertrauen würden. Hintergrund waren die häufigen schweren Unfälle stationärer Dampfmaschinen. Um 1830 empfanden viele, selbst hochgebildete Leute die Idee, eine Kutsche mit einer kleinen Dampfmaschine anzutreiben, als verrückt und gefährlich.
Bereits am Eröffnungstag der Liverpool and Manchester Railway, dem 15. September 1830, war die Rocket an einem der ersten tödlichen Unfälle der Eisenbahngeschichte beteiligt. Der Parlamentsabgeordnete William Huskisson wurde durch eine Unachtsamkeit von der Lokomotive erfasst und tödlich verletzt.
Zwischen 1836 und 1840 war die Rocket auf der Brampton Railway im Einsatz.

## Technik

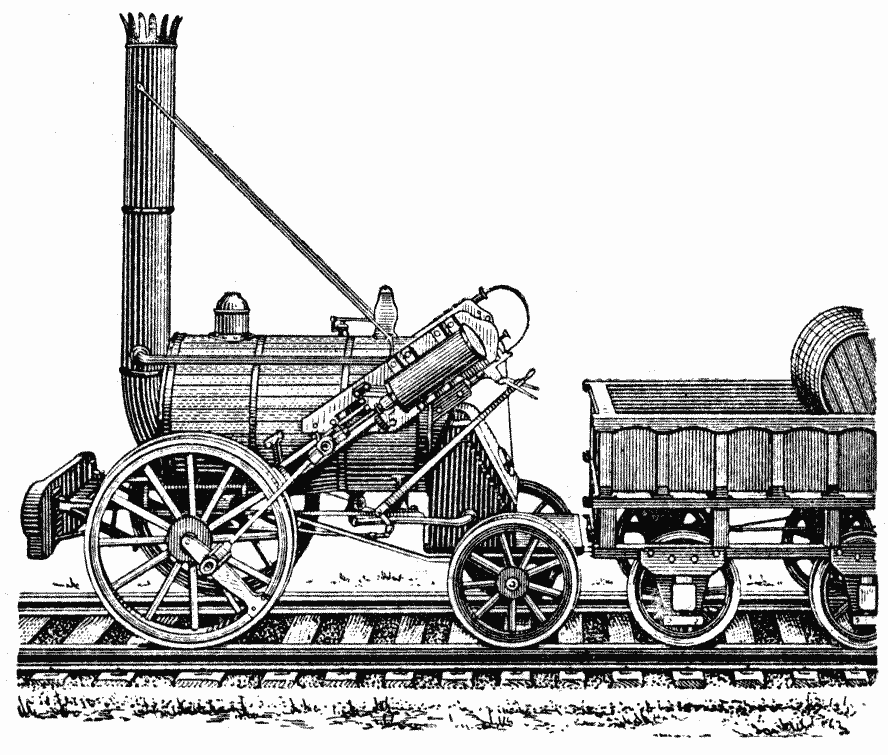
Zeitgenössische Zeichnung der Rocket, die auf diesem Bild bereits mit einem vorderen Stoßbalken versehen ist

In den Anfängen des Lokomotivbaus waren viele heute exotisch anmutende technische Lösungen bezüglich Anordnung und Ausführung des Kessels und der Zylinder anzutreffen. Bei der Rocket war der Dampfkessel bereits sehr ähnlich den späteren Lokomotivkesseln ausgeführt. Der Wasserraum wurde im zylinderförmigen Druckbehälter durch zwei senkrecht eingesetzte Rohrwände abgeschlossen, die mit 25 Rohren verbunden waren, in welchen die Rauchgase von der Feuerbüchse zum Kamin strömen konnten und so das Wasser aufheizten. Die Idee, diesen Kessel zu verwenden, soll von Henry Booth, dem Geschäftsführer der Liverpool and Manchester Railway, angeregt worden sein.
Die Feuerbüchse hatte zwar bereits einen Wassermantel, um die Strahlungswärme des Feuers ausnutzen zu können. Dieser Stehkessel war aber noch vom Langkessel abgesetzt und hatte seine eigenen Wasser- und Dampfräume, die mit zwei Rohrleitungen für das Wasser und einer für den Dampf mit den entsprechenden Räumen des Langkessels verbunden waren. Weiter hatte die Lok in der ursprünglichen Ausführung auch keine Rauchkammer.
Weitere Ausrüstungen des Kessels waren die in den Wettbewerbsunterlagen geforderten zwei nicht-verschließbaren Sicherheitsventile, sowie ein Blasrohr, das die Feuerung mit dem aus den Dampfzylindern ausströmenden Abdampf anfacht, indem dieser mit einer Düse in den Schornstein eingeblasen wird, so dass dort ein Unterdruck entsteht. Das Blasrohr war eine Erfindung von Richard Trevithick.

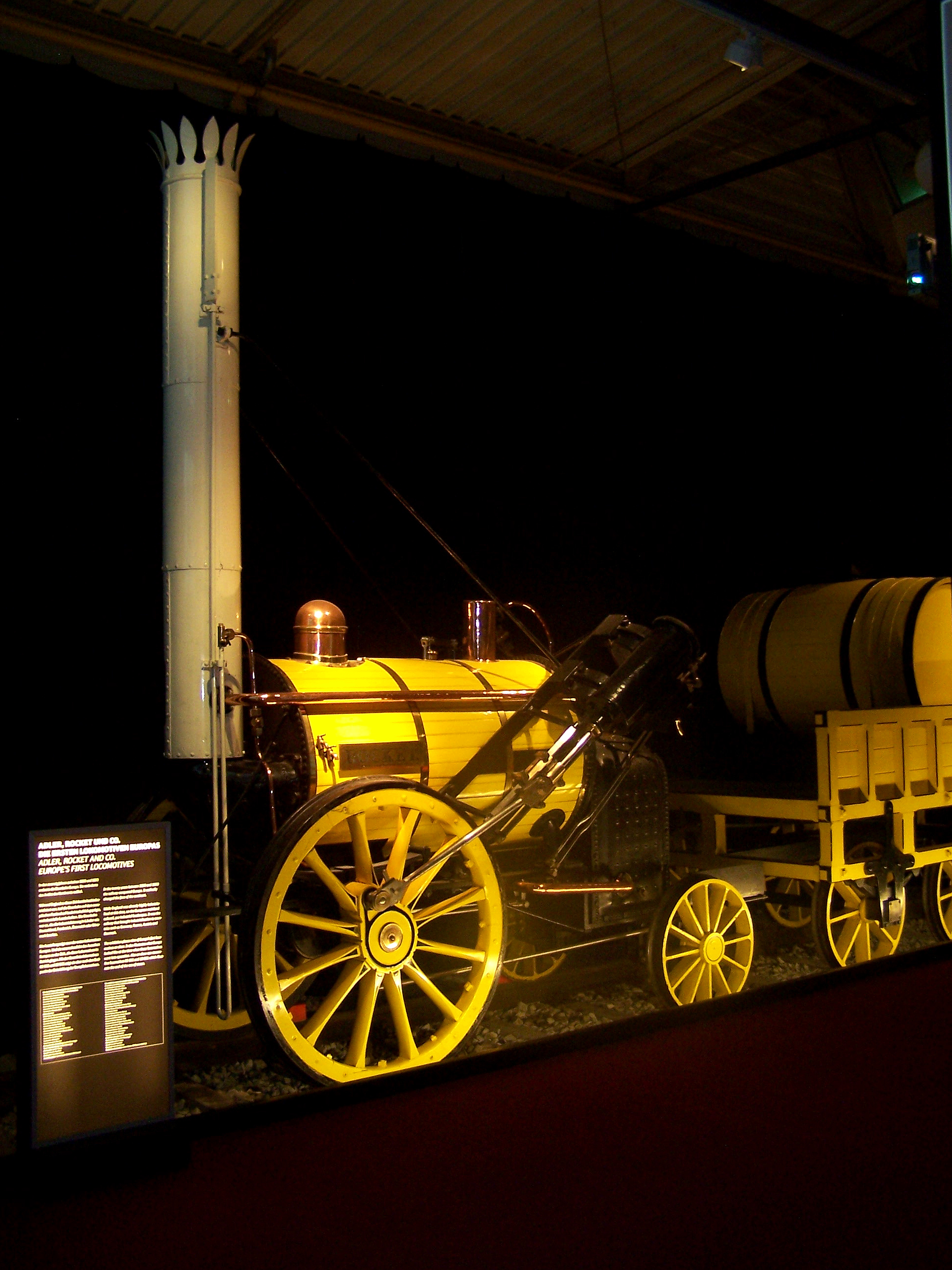
Nicht fahrbereiter Nachbau der „Rocket“ in Ursprungsausführung bei einer Sonderausstellung im Verkehrsmuseum Nürnberg

Der Schornstein wurde möglichst lang ausgeführt, um eine gute Anfachung des Feuers durch die darin aufsteigenden Rauchgase zu erhalten. Die Feuerung des Kessels erfolgte nicht mit Kohle, sondern mit Koks. Diese Variante vermied den in der Bevölkerung unbeliebten schwarzen Rauch und erlaubt die Erfüllung der Wettbewerbsauflage, dass die Lokomotive ihren eigenen Rauch verbrennen müsse.
Die Zylinder waren ursprünglich 35° geneigt angeordnet, um möglichst viel Platz für die Federung zu schaffen. Diese Anordnung war aber ungünstig für die Laufeigenschaften der Lokomotive, so dass die Lokomotive im Betrieb stark schwankte. Beim Umbau von 1831 wurden die Zylinder flacher angeordnet und die Lok mit einer Rauchkammer versehen, so dass die Rauchrohre auch von vorne zugänglich waren und die Flugasche leicht entfernt werden konnte.
Der mit der Lokomotive zusammen dargestellte Schlepptender war ein normaler offener Güterwagen, auf dem sich ein Fass für das Wasser und der als Brennstoff verwendete Koks befanden. Während des Rainhill-Rennens soll die Lokomotive manchmal auch ohne diesen Wagen unterwegs gewesen sein.

## Erhaltene Teile / Nachbauten
Die originale Rocket ist erhalten geblieben. Sie war im Science Museum in London ausgestellt, ist aber seit September 2019 im National Railway Museum in York untergebracht. Sie präsentiert sich in dem stark von den bekannten Illustrationen abweichenden Zustand nach dem Umbau von 1831.
Im Jahre 1979 fertigte das Unternehmen Locomotion Enterprises einen fahrbereiten Nachbau an, der den ursprünglichen Zustand der Lokomotive darstellt.
Die Rocket wurde originalgetreu nachgebaut für den in den 1830er-Jahren spielenden Buster-Keaton-Film Verflixte Gastfreundschaft (USA; 1923; Originaltitel Our Hospitality), wo sie Gegenstand zahlreicher Gags über die frühe Eisenbahnzeit ist. Der Lokführer wird im Film von Joe Keaton, Buster Keatons Vater, gespielt.